# Schizymenium multiflorum
Schizymenium multiflorum là một loài Rêu trong họ Bryaceae. Loài này được (E.B. Bartram) A.J. Shaw miêu tả khoa học đầu tiên năm 1985.